# Яблуня айовська
Яблуня айовська (Malus ioensis, англ. Prairie crabapple) — дерево, вид роду Яблуня (Malus) родини Трояндові (Rosaceae), що росте в Північній Америці в басейні річок Міссісіпі і Міссурі.

## Ботанічний опис
Дерево висотою до 6-10 метрів, із червоного кольору гілками, часто з колючками. Молоді пагони спочатку опушені, потім стають голими.
Листя довжиною до 10 см, яйцеподібної або еліптичної форми, неглибоко лопатеві або надрізано пилчасті, на черешках довжиною до 3,5 см. Зверху листова пластинка темно-зелена, гола, блискуча, знизу світліша, іноді опушена тільки по жилках.
Квітки білі або рожеві, діаметром 3,5-5 см. Квітконіжки опушені, завдовжки до 3,5 см. Гіпантій, зав'язь та нижня частина стовпчиків густо опушені. Час цвітіння — червень.
Плоди зеленувато-жовті, кулясті, іноді трохи грановані, діаметром до 3,5 см, покриті восковим нальотом.

## Застосування
Іноді вирощують як декоративну рослину, є форми з махровими квітками.